# Svetovno prvenstvo v hokeju na ledu 1985
Svetovno prvenstvo v hokeju na ledu 1985 je bilo petdeseto Svetovno prvenstvo v hokeju na ledu. Potekalo je med 14. marcem in 3. majem 1985 v Pragi, Češkoslovaška (skupina A), Fribourgu, Švica (skupina B) ter Megèveju, Chamonixu in Saint Gervaisu, Francija (skupina C). Zlato medaljo je osvojila češkoslovaška reprezentanca, srebrno kanadska, bronasto pa sovjetska, v konkurenci štiriindvajsetih reprezentanc, dvaindvajsetič tudi jugoslovanske, ki je osvojila osemnajsto mesto se uvrstila v skupino B. To je bil za češkoslovaško reprezentanco šesti naslov svetovnega prvaka.

## Dobitniki medalj
| Zlato | Srebro | Bron |
| ČeškoslovaškaJiří Králík Jaromír Šindel Jaroslav Benák Eduard Uvíra Arnold Kadlec Miloslav Hořava Antonín Stavjaňa František Musil Radoslav Svoboda Vincent Lukáč Dárius Rusnák Igor Liba Jiří Hrdina Vladimír Růžička Pavel Richter Jiří Lála Dušan Pašek Jiří Šejba Oldřich Válek Vladimír Kameš Michal Pivoňka Petr Rosol | KanadaStephen Weeks Patrick Riggin Richard Warnsley Douglas Halward Douglas Lidster Larry Murphy Scott Stevens James Macoun Stephen Konroyd Grant Ledyard David Taylor Mario Lemieux Kirk Muller Richard Vaive Ronald Francis John Anderson Stanley Smyl Bernard Nicholls Donald Maloney Kevin Dineen Steve Yzerman Anthony Tanti Brian MacLellan | Sovjetska zvezaVladimir Miškin Sergej Milnikov Aleksej Kasatonov Vjačeslav Fetisov Zinetula Biljaletdinov Vasilij Pervuhin Sergej Starikov Aleksej Gusarov Irek Gimajev Sergej Makarov Igor Larjonov Vladimir Krutov Mihail Vasiljev Vjačeslav Bikov Andrej Homutov Nikolaj Drozdecki Viktor Tjumenev Mihail Varnakov Sergej Svetlov Aleksander Skvorcov Sergej Jašin Vladimir Kovin |

## Tekme

### SP Skupine A

#### Predtekmovanje
Prve štiri reprezentance so se uvrstile v boj za 1. do 4. mesto, ostale v boj za obstanek.
| 17. april 1985 | Sovjetska zveza | 11:1 | ZDA | Praga, Češkoslovaška |

| Poročilo tekme      | Poročilo tekme | Poročilo tekme | Poročilo tekme | Poročilo tekme |
| ------------------- | -------------- | -------------- | -------------- | -------------- |
| Začetek: ni podatka |                |                |                |                |

| 17. april 1985 | Švedska | 3:2 | Zahodna Nemčija | Praga, Češkoslovaška |

| Poročilo tekme      | Poročilo tekme | Poročilo tekme | Poročilo tekme | Poročilo tekme |
| ------------------- | -------------- | -------------- | -------------- | -------------- |
| Začetek: ni podatka |                |                |                |                |

| 17. april 1985 | Češkoslovaška | 5:0 | Finska | Praga, Češkoslovaška |

| Poročilo tekme      | Poročilo tekme | Poročilo tekme | Poročilo tekme | Poročilo tekme |
| ------------------- | -------------- | -------------- | -------------- | -------------- |
| Začetek: ni podatka |                |                |                |                |

| 17. april 1985 | Kanada | 9:1 | Vzhodna Nemčija | Praga, Češkoslovaška |

| Poročilo tekme      | Poročilo tekme | Poročilo tekme | Poročilo tekme | Poročilo tekme |
| ------------------- | -------------- | -------------- | -------------- | -------------- |
| Začetek: ni podatka |                |                |                |                |

| 18. april 1985 | Kanada | 5:0 | Zahodna Nemčija | Praga, Češkoslovaška |

| Poročilo tekme      | Poročilo tekme | Poročilo tekme | Poročilo tekme | Poročilo tekme |
| ------------------- | -------------- | -------------- | -------------- | -------------- |
| Začetek: ni podatka |                |                |                |                |

| 18. april 1985 | Češkoslovaška | 6:1 | Vzhodna Nemčija | Praga, Češkoslovaška |

| Poročilo tekme      | Poročilo tekme | Poročilo tekme | Poročilo tekme | Poročilo tekme |
| ------------------- | -------------- | -------------- | -------------- | -------------- |
| Začetek: ni podatka |                |                |                |                |

| 18. april 1985 | Sovjetska zveza | 5:1 | Finska | Praga, Češkoslovaška |

| Poročilo tekme      | Poročilo tekme | Poročilo tekme | Poročilo tekme | Poročilo tekme |
| ------------------- | -------------- | -------------- | -------------- | -------------- |
| Začetek: ni podatka |                |                |                |                |

| 18. april 1985 | Švedska | 3:4 | ZDA | Praga, Češkoslovaška |

| Poročilo tekme      | Poročilo tekme | Poročilo tekme | Poročilo tekme | Poročilo tekme |
| ------------------- | -------------- | -------------- | -------------- | -------------- |
| Začetek: ni podatka |                |                |                |                |

| 20. april 1985 | Sovjetska zveza | 6:0 | Vzhodna Nemčija | Praga, Češkoslovaška |

| Poročilo tekme      | Poročilo tekme | Poročilo tekme | Poročilo tekme | Poročilo tekme |
| ------------------- | -------------- | -------------- | -------------- | -------------- |
| Začetek: ni podatka |                |                |                |                |

| 20. april 1985 | Kanada | 3:4 | ZDA | Praga, Češkoslovaška |

| Poročilo tekme      | Poročilo tekme | Poročilo tekme | Poročilo tekme | Poročilo tekme |
| ------------------- | -------------- | -------------- | -------------- | -------------- |
| Začetek: ni podatka |                |                |                |                |

| 20. april 1985 | Češkoslovaška | 6:1 | Zahodna Nemčija | Praga, Češkoslovaška |

| Poročilo tekme      | Poročilo tekme | Poročilo tekme | Poročilo tekme | Poročilo tekme |
| ------------------- | -------------- | -------------- | -------------- | -------------- |
| Začetek: ni podatka |                |                |                |                |

| 20. april 1985 | Švedska | 0:5 | Finska | Praga, Češkoslovaška |

| Poročilo tekme      | Poročilo tekme | Poročilo tekme | Poročilo tekme | Poročilo tekme |
| ------------------- | -------------- | -------------- | -------------- | -------------- |
| Začetek: ni podatka |                |                |                |                |

| 21. april 1985 | Švedska | 11:0 | Vzhodna Nemčija | Praga, Češkoslovaška |

| Poročilo tekme      | Poročilo tekme | Poročilo tekme | Poročilo tekme | Poročilo tekme |
| ------------------- | -------------- | -------------- | -------------- | -------------- |
| Začetek: ni podatka |                |                |                |                |

| 21. april 1985 | Sovjetska zveza | 10:2 | Zahodna Nemčija | Praga, Češkoslovaška |

| Poročilo tekme      | Poročilo tekme | Poročilo tekme | Poročilo tekme | Poročilo tekme |
| ------------------- | -------------- | -------------- | -------------- | -------------- |
| Začetek: ni podatka |                |                |                |                |

| 21. april 1985 | Češkoslovaška | 1:3 | ZDA | Praga, Češkoslovaška |

| Poročilo tekme      | Poročilo tekme | Poročilo tekme | Poročilo tekme | Poročilo tekme |
| ------------------- | -------------- | -------------- | -------------- | -------------- |
| Začetek: ni podatka |                |                |                |                |

| 21. april 1985 | Kanada | 5:2 | Finska | Praga, Češkoslovaška |

| Poročilo tekme      | Poročilo tekme | Poročilo tekme | Poročilo tekme | Poročilo tekme |
| ------------------- | -------------- | -------------- | -------------- | -------------- |
| Začetek: ni podatka |                |                |                |                |

| 23. april 1985 | Finska | 4:4 | Vzhodna Nemčija | Praga, Češkoslovaška |

| Poročilo tekme      | Poročilo tekme | Poročilo tekme | Poročilo tekme | Poročilo tekme |
| ------------------- | -------------- | -------------- | -------------- | -------------- |
| Začetek: ni podatka |                |                |                |                |

| 23. april 1985 | Zahodna Nemčija | 3:4 | ZDA | Praga, Češkoslovaška |

| Poročilo tekme      | Poročilo tekme | Poročilo tekme | Poročilo tekme | Poročilo tekme |
| ------------------- | -------------- | -------------- | -------------- | -------------- |
| Začetek: ni podatka |                |                |                |                |

| 23. april 1985 | Sovjetska zveza | 6:2 | Švedska | Praga, Češkoslovaška |

| Poročilo tekme      | Poročilo tekme | Poročilo tekme | Poročilo tekme | Poročilo tekme |
| ------------------- | -------------- | -------------- | -------------- | -------------- |
| Začetek: ni podatka |                |                |                |                |

| 23. april 1985 | Češkoslovaška | 4:4 | Kanada | Praga, Češkoslovaška |

| Poročilo tekme      | Poročilo tekme | Poročilo tekme | Poročilo tekme | Poročilo tekme |
| ------------------- | -------------- | -------------- | -------------- | -------------- |
| Začetek: ni podatka |                |                |                |                |

| 24. april 1985 | Vzhodna Nemčija | 5:5 | ZDA | Praga, Češkoslovaška |

| Poročilo tekme      | Poročilo tekme | Poročilo tekme | Poročilo tekme | Poročilo tekme |
| ------------------- | -------------- | -------------- | -------------- | -------------- |
| Začetek: ni podatka |                |                |                |                |

| 24. april 1985 | Finska | 3:3 | Zahodna Nemčija | Praga, Češkoslovaška |

| Poročilo tekme      | Poročilo tekme | Poročilo tekme | Poročilo tekme | Poročilo tekme |
| ------------------- | -------------- | -------------- | -------------- | -------------- |
| Začetek: ni podatka |                |                |                |                |

| 25. april 1985 | Češkoslovaška | 7:2 | Švedska | Praga, Češkoslovaška |

| Poročilo tekme      | Poročilo tekme | Poročilo tekme | Poročilo tekme | Poročilo tekme |
| ------------------- | -------------- | -------------- | -------------- | -------------- |
| Začetek: ni podatka |                |                |                |                |

| 25. april 1985 | Sovjetska zveza | 9:1 | Kanada | Praga, Češkoslovaška |

| Poročilo tekme      | Poročilo tekme | Poročilo tekme | Poročilo tekme | Poročilo tekme |
| ------------------- | -------------- | -------------- | -------------- | -------------- |
| Začetek: ni podatka |                |                |                |                |

| 26. april 1985 | Zahodna Nemčija | 6:0 | Vzhodna Nemčija | Praga, Češkoslovaška |

| Poročilo tekme      | Poročilo tekme | Poročilo tekme | Poročilo tekme | Poročilo tekme |
| ------------------- | -------------- | -------------- | -------------- | -------------- |
| Začetek: ni podatka |                |                |                |                |

| 26. april 1985 | Finska | 8:3 | ZDA | Praga, Češkoslovaška |

| Poročilo tekme      | Poročilo tekme | Poročilo tekme | Poročilo tekme | Poročilo tekme |
| ------------------- | -------------- | -------------- | -------------- | -------------- |
| Začetek: ni podatka |                |                |                |                |

| 27. april 1985 | Češkoslovaška | 1:5 | Sovjetska zveza | Praga, Češkoslovaška |

| Poročilo tekme      | Poročilo tekme | Poročilo tekme | Poročilo tekme | Poročilo tekme |
| ------------------- | -------------- | -------------- | -------------- | -------------- |
| Začetek: ni podatka |                |                |                |                |

| 27. april 1985 | Kanada | 6:0 | Švedska | Praga, Češkoslovaška |

| Poročilo tekme      | Poročilo tekme | Poročilo tekme | Poročilo tekme | Poročilo tekme |
| ------------------- | -------------- | -------------- | -------------- | -------------- |
| Začetek: ni podatka |                |                |                |                |

##### Lestvica
OT-odigrane tekme, z-zmage, n-neodločeni izidi, P-porazi, DG-doseženo goli, PG-prejeti goli, GR-gol razlika, T-točke.
| # | Reprezentanca   | OT | Z | N | P | DG | PG | GR  | T  |
| - | --------------- | -- | - | - | - | -- | -- | --- | -- |
| 1 | Sovjetska zveza | 7  | 7 | 0 | 0 | 52 | 7  | +44 | 14 |
| 2 | ZDA             | 7  | 4 | 1 | 2 | 23 | 34 | -11 | 9  |
| 3 | Kanada          | 7  | 4 | 1 | 2 | 33 | 23 | +10 | 9  |
| 4 | Češkoslovaška   | 7  | 4 | 1 | 2 | 30 | 16 | +14 | 9  |
| 5 | Finska          | 7  | 2 | 2 | 3 | 23 | 25 | -2  | 6  |
| 6 | Švedska         | 7  | 2 | 0 | 5 | 24 | 30 | -6  | 4  |
| 7 | Zahodna Nemčija | 7  | 1 | 1 | 5 | 17 | 31 | -14 | 3  |
| 8 | Vzhodna Nemčija | 7  | 0 | 2 | 5 | 11 | 47 | -36 | 2  |

#### Boj za obstanek
| 28. april 1985 | Finska | 6:2 | Vzhodna Nemčija | Praga, Češkoslovaška |

| Poročilo tekme      | Poročilo tekme | Poročilo tekme | Poročilo tekme | Poročilo tekme |
| ------------------- | -------------- | -------------- | -------------- | -------------- |
| Začetek: ni podatka |                |                |                |                |

| 28. april 1985 | Švedska | 5:2 | Zahodna Nemčija | Praga, Češkoslovaška |

| Poročilo tekme      | Poročilo tekme | Poročilo tekme | Poročilo tekme | Poročilo tekme |
| ------------------- | -------------- | -------------- | -------------- | -------------- |
| Začetek: ni podatka |                |                |                |                |

| 30. april 1985 | Švedska | 7:2 | Vzhodna Nemčija | Praga, Češkoslovaška |

| Poročilo tekme      | Poročilo tekme | Poročilo tekme | Poročilo tekme | Poročilo tekme |
| ------------------- | -------------- | -------------- | -------------- | -------------- |
| Začetek: ni podatka |                |                |                |                |

| 30. april 1985 | Finska | 4:5 | Zahodna Nemčija | Praga, Češkoslovaška |

| Poročilo tekme      | Poročilo tekme | Poročilo tekme | Poročilo tekme | Poročilo tekme |
| ------------------- | -------------- | -------------- | -------------- | -------------- |
| Začetek: ni podatka |                |                |                |                |

| 2. maj 1985 | Finska | 6:1 | Švedska | Praga, Češkoslovaška |

| Poročilo tekme      | Poročilo tekme | Poročilo tekme | Poročilo tekme | Poročilo tekme |
| ------------------- | -------------- | -------------- | -------------- | -------------- |
| Začetek: ni podatka |                |                |                |                |

| 2. maj 1985 | Zahodna Nemčija | 4:1 | Vzhodna Nemčija | Praga, Češkoslovaška |

| Poročilo tekme      | Poročilo tekme | Poročilo tekme | Poročilo tekme | Poročilo tekme |
| ------------------- | -------------- | -------------- | -------------- | -------------- |
| Začetek: ni podatka |                |                |                |                |

##### Lestvica
OT-odigrane tekme, z-zmage, n-neodločeni izidi, P-porazi, DG-doseženo goli, PG-prejeti goli, GR-gol razlika, T-točke.
| # | Reprezentanca   | OT | Z | N | P | DG | PG | GR  | T  |
| - | --------------- | -- | - | - | - | -- | -- | --- | -- |
| 5 | Finska          | 10 | 4 | 2 | 4 | 39 | 33 | +6  | 10 |
| 6 | Švedska         | 10 | 4 | 0 | 6 | 37 | 40 | -3  | 8  |
| 7 | Zahodna Nemčija | 10 | 3 | 1 | 6 | 28 | 41 | -13 | 7  |
| 8 | Vzhodna Nemčija | 10 | 0 | 2 | 8 | 16 | 64 | -48 | 2  |

- Vzhodnonemška reprezentanca je izpadla v skupino B.

#### Boj za 1. do 4. mesto
| 29. april 1985 | Češkoslovaška | 2:1 | Sovjetska zveza | Praga, Češkoslovaška |

| Poročilo tekme      | Poročilo tekme | Poročilo tekme | Poročilo tekme | Poročilo tekme |
| ------------------- | -------------- | -------------- | -------------- | -------------- |
| Začetek: ni podatka |                |                |                |                |

| 29. april 1985 | Kanada | 3:2 | ZDA | Praga, Češkoslovaška |

| Poročilo tekme      | Poročilo tekme | Poročilo tekme | Poročilo tekme | Poročilo tekme |
| ------------------- | -------------- | -------------- | -------------- | -------------- |
| Začetek: ni podatka |                |                |                |                |

| 1. maj 1985 | Češkoslovaška | 11:2 | ZDA | Praga, Češkoslovaška |

| Poročilo tekme      | Poročilo tekme | Poročilo tekme | Poročilo tekme | Poročilo tekme |
| ------------------- | -------------- | -------------- | -------------- | -------------- |
| Začetek: ni podatka |                |                |                |                |

| 1. maj 1985 | Sovjetska zveza | 1:3 | Kanada | Praga, Češkoslovaška |

| Poročilo tekme      | Poročilo tekme | Poročilo tekme | Poročilo tekme | Poročilo tekme |
| ------------------- | -------------- | -------------- | -------------- | -------------- |
| Začetek: ni podatka |                |                |                |                |

| 3. maj 1985 | Češkoslovaška | 5:3 | Kanada | Praga, Češkoslovaška |

| Poročilo tekme      | Poročilo tekme | Poročilo tekme | Poročilo tekme | Poročilo tekme |
| ------------------- | -------------- | -------------- | -------------- | -------------- |
| Začetek: ni podatka |                |                |                |                |

| 3. maj 1985 | Sovjetska zveza | 10:2 | ZDA | Praga, Češkoslovaška |

| Poročilo tekme      | Poročilo tekme | Poročilo tekme | Poročilo tekme | Poročilo tekme |
| ------------------- | -------------- | -------------- | -------------- | -------------- |
| Začetek: ni podatka |                |                |                |                |

##### Lestvica
OT-odigrane tekme, z-zmage, n-neodločeni izidi, P-porazi, DG-doseženo goli, PG-prejeti goli, GR-gol razlika, T-točke.
| # | Reprezentanca   | OT | Z | N | P | DG | PG | GR  | T |
| - | --------------- | -- | - | - | - | -- | -- | --- | - |
| 1 | Češkoslovaška   | 3  | 3 | 0 | 0 | 18 | 6  | +12 | 6 |
| 2 | Kanada          | 3  | 2 | 0 | 1 | 9  | 8  | +1  | 4 |
| 3 | Sovjetska zveza | 3  | 1 | 0 | 2 | 12 | 8  | +4  | 2 |
| 4 | ZDA             | 3  | 0 | 0 | 3 | 7  | 24 | -17 | 0 |

### SP Skupine B
| 21. marec 1985 | Italija | 1:7 | Poljska | Fribourg, Švica |

| Poročilo tekme      | Poročilo tekme | Poročilo tekme | Poročilo tekme | Poročilo tekme |
| ------------------- | -------------- | -------------- | -------------- | -------------- |
| Začetek: ni podatka |                |                |                |                |

| 21. marec 1985 | Švica | 9:1 | Madžarska | Fribourg, Švica |

| Poročilo tekme      | Poročilo tekme | Poročilo tekme | Poročilo tekme | Poročilo tekme |
| ------------------- | -------------- | -------------- | -------------- | -------------- |
| Začetek: ni podatka |                |                |                |                |

| 22. marec 1985 | Italija | 5:2 | Nizozemska | Fribourg, Švica |

| Poročilo tekme      | Poročilo tekme | Poročilo tekme | Poročilo tekme | Poročilo tekme |
| ------------------- | -------------- | -------------- | -------------- | -------------- |
| Začetek: ni podatka |                |                |                |                |

| 22. marec 1985 | Japonska | 8:5 | Norveška | Fribourg, Švica |

| Poročilo tekme      | Poročilo tekme | Poročilo tekme | Poročilo tekme | Poročilo tekme |
| ------------------- | -------------- | -------------- | -------------- | -------------- |
| Začetek: ni podatka |                |                |                |                |

| 22. marec 1985 | Avstrija | 2:0 | Madžarska | Fribourg, Švica |

| Poročilo tekme      | Poročilo tekme | Poročilo tekme | Poročilo tekme | Poročilo tekme |
| ------------------- | -------------- | -------------- | -------------- | -------------- |
| Začetek: ni podatka |                |                |                |                |

| 23. marec 1985 | Poljska | 4:3 | Nizozemska | Fribourg, Švica |

| Poročilo tekme      | Poročilo tekme | Poročilo tekme | Poročilo tekme | Poročilo tekme |
| ------------------- | -------------- | -------------- | -------------- | -------------- |
| Začetek: ni podatka |                |                |                |                |

| 23. marec 1985 | Švica | 2:1 | Norveška | Fribourg, Švica |

| Poročilo tekme      | Poročilo tekme | Poročilo tekme | Poročilo tekme | Poročilo tekme |
| ------------------- | -------------- | -------------- | -------------- | -------------- |
| Začetek: ni podatka |                |                |                |                |

| 24. marec 1985 | Poljska | 5:3 | Madžarska | Fribourg, Švica |

| Poročilo tekme      | Poročilo tekme | Poročilo tekme | Poročilo tekme | Poročilo tekme |
| ------------------- | -------------- | -------------- | -------------- | -------------- |
| Začetek: ni podatka |                |                |                |                |

| 24. marec 1985 | Švica | 4:1 | Japonska | Fribourg, Švica |

| Poročilo tekme      | Poročilo tekme | Poročilo tekme | Poročilo tekme | Poročilo tekme |
| ------------------- | -------------- | -------------- | -------------- | -------------- |
| Začetek: ni podatka |                |                |                |                |

| 24. marec 1985 | Italija | 4:1 | Avstrija | Fribourg, Švica |

| Poročilo tekme      | Poročilo tekme | Poročilo tekme | Poročilo tekme | Poročilo tekme |
| ------------------- | -------------- | -------------- | -------------- | -------------- |
| Začetek: ni podatka |                |                |                |                |

| 25. marec 1985 | Japonska | 4:3 | Nizozemska | Fribourg, Švica |

| Poročilo tekme      | Poročilo tekme | Poročilo tekme | Poročilo tekme | Poročilo tekme |
| ------------------- | -------------- | -------------- | -------------- | -------------- |
| Začetek: ni podatka |                |                |                |                |

| 25. marec 1985 | Avstrija | 2:5 | Norveška | Fribourg, Švica |

| Poročilo tekme      | Poročilo tekme | Poročilo tekme | Poročilo tekme | Poročilo tekme |
| ------------------- | -------------- | -------------- | -------------- | -------------- |
| Začetek: ni podatka |                |                |                |                |

| 26. marec 1985 | Italija | 6:1 | Madžarska | Fribourg, Švica |

| Poročilo tekme      | Poročilo tekme | Poročilo tekme | Poročilo tekme | Poročilo tekme |
| ------------------- | -------------- | -------------- | -------------- | -------------- |
| Začetek: ni podatka |                |                |                |                |

| 26. marec 1985 | Švica | 2:2 | Poljska | Fribourg, Švica |

| Poročilo tekme      | Poročilo tekme | Poročilo tekme | Poročilo tekme | Poročilo tekme |
| ------------------- | -------------- | -------------- | -------------- | -------------- |
| Začetek: ni podatka |                |                |                |                |

| 27. marec 1985 | Avstrija | 8:3 | Japonska | Fribourg, Švica |

| Poročilo tekme      | Poročilo tekme | Poročilo tekme | Poročilo tekme | Poročilo tekme |
| ------------------- | -------------- | -------------- | -------------- | -------------- |
| Začetek: ni podatka |                |                |                |                |

| 27. marec 1985 | Norveška | 2:8 | Nizozemska | Fribourg, Švica |

| Poročilo tekme      | Poročilo tekme | Poročilo tekme | Poročilo tekme | Poročilo tekme |
| ------------------- | -------------- | -------------- | -------------- | -------------- |
| Začetek: ni podatka |                |                |                |                |

| 28. marec 1985 | Italija | 6:4 | Japonska | Fribourg, Švica |

| Poročilo tekme      | Poročilo tekme | Poročilo tekme | Poročilo tekme | Poročilo tekme |
| ------------------- | -------------- | -------------- | -------------- | -------------- |
| Začetek: ni podatka |                |                |                |                |

| 28. marec 1985 | Nizozemska | 12:4 | Madžarska | Fribourg, Švica |

| Poročilo tekme      | Poročilo tekme | Poročilo tekme | Poročilo tekme | Poročilo tekme |
| ------------------- | -------------- | -------------- | -------------- | -------------- |
| Začetek: ni podatka |                |                |                |                |

| 28. marec 1985 | Poljska | 6:4 | Norveška | Fribourg, Švica |

| Poročilo tekme      | Poročilo tekme | Poročilo tekme | Poročilo tekme | Poročilo tekme |
| ------------------- | -------------- | -------------- | -------------- | -------------- |
| Začetek: ni podatka |                |                |                |                |

| 28. marec 1985 | Švica | 5:1 | Avstrija | Fribourg, Švica |

| Poročilo tekme      | Poročilo tekme | Poročilo tekme | Poročilo tekme | Poročilo tekme |
| ------------------- | -------------- | -------------- | -------------- | -------------- |
| Začetek: ni podatka |                |                |                |                |

| 30. marec 1985 | Avstrija | 4:2 | Nizozemska | Fribourg, Švica |

| Poročilo tekme      | Poročilo tekme | Poročilo tekme | Poročilo tekme | Poročilo tekme |
| ------------------- | -------------- | -------------- | -------------- | -------------- |
| Začetek: ni podatka |                |                |                |                |

| 30. marec 1985 | Poljska | 8:0 | Japonska | Fribourg, Švica |

| Poročilo tekme      | Poročilo tekme | Poročilo tekme | Poročilo tekme | Poročilo tekme |
| ------------------- | -------------- | -------------- | -------------- | -------------- |
| Začetek: ni podatka |                |                |                |                |

| 30. marec 1985 | Norveška | 9:6 | Madžarska | Fribourg, Švica |

| Poročilo tekme      | Poročilo tekme | Poročilo tekme | Poročilo tekme | Poročilo tekme |
| ------------------- | -------------- | -------------- | -------------- | -------------- |
| Začetek: ni podatka |                |                |                |                |

| 30. marec 1985 | Švica | 5:1 | Italija | Fribourg, Švica |

| Poročilo tekme      | Poročilo tekme | Poročilo tekme | Poročilo tekme | Poročilo tekme |
| ------------------- | -------------- | -------------- | -------------- | -------------- |
| Začetek: ni podatka |                |                |                |                |

| 31. marec 1985 | Japonska | 11:2 | Madžarska | Fribourg, Švica |

| Poročilo tekme      | Poročilo tekme | Poročilo tekme | Poročilo tekme | Poročilo tekme |
| ------------------- | -------------- | -------------- | -------------- | -------------- |
| Začetek: ni podatka |                |                |                |                |

| 31. marec 1985 | Italija | 6:2 | Norveška | Fribourg, Švica |

| Poročilo tekme      | Poročilo tekme | Poročilo tekme | Poročilo tekme | Poročilo tekme |
| ------------------- | -------------- | -------------- | -------------- | -------------- |
| Začetek: ni podatka |                |                |                |                |

| 31. marec 1985 | Poljska | 5:0 | Avstrija | Fribourg, Švica |

| Poročilo tekme      | Poročilo tekme | Poročilo tekme | Poročilo tekme | Poročilo tekme |
| ------------------- | -------------- | -------------- | -------------- | -------------- |
| Začetek: ni podatka |                |                |                |                |

| 31. marec 1985 | Švica | 2:6 | Nizozemska | Fribourg, Švica |

| Poročilo tekme      | Poročilo tekme | Poročilo tekme | Poročilo tekme | Poročilo tekme |
| ------------------- | -------------- | -------------- | -------------- | -------------- |
| Začetek: ni podatka |                |                |                |                |

#### Lestvica
OT-odigrane tekme, z-zmage, n-neodločeni izidi, P-porazi, DG-doseženo goli, PG-prejeti goli, GR-gol razlika, T-točke.
| #  | Reprezentanca | OT | Z | N | P | DG | PG | GR  | T  |
| -- | ------------- | -- | - | - | - | -- | -- | --- | -- |
| 9  | Poljska       | 7  | 6 | 1 | 0 | 37 | 13 | +24 | 13 |
| 10 | Švica         | 7  | 5 | 1 | 1 | 29 | 13 | +16 | 11 |
| 11 | Italija       | 7  | 5 | 0 | 2 | 29 | 22 | + 7 | 10 |
| 12 | Avstrija      | 7  | 3 | 0 | 4 | 18 | 24 | - 6 | 6  |
| 13 | Japonska      | 7  | 3 | 0 | 4 | 31 | 36 | -5  | 6  |
| 14 | Nizozemska    | 7  | 3 | 0 | 4 | 36 | 25 | +11 | 6  |
| 15 | Norveška      | 7  | 2 | 0 | 5 | 28 | 38 | -10 | 4  |
| 16 | Madžarska     | 7  | 0 | 0 | 7 | 17 | 54 | -27 | 0  |

- Poljska reprezentanca se je uvrstila v skupino A.
- Norveška in madžarska reprezentanca sta izpadli v skupino C.

### SP Skupine C
| 14. marec 1985 | Romunija | 11:3 | Bolgarija | Megève, Francija |

| Poročilo tekme      | Poročilo tekme | Poročilo tekme | Poročilo tekme | Poročilo tekme |
| ------------------- | -------------- | -------------- | -------------- | -------------- |
| Začetek: ni podatka |                |                |                |                |

| 14. marec 1985 | Kitajska | 3:7 | Jugoslavija | Saint Gervais, Francija |

| Poročilo tekme      | Poročilo tekme | Poročilo tekme | Poročilo tekme | Poročilo tekme |
| ------------------- | -------------- | -------------- | -------------- | -------------- |
| Začetek: ni podatka |                |                |                |                |

| 14. marec 1985 | Francija | 12:1 | Španija | Megève, Francija |

| Poročilo tekme      | Poročilo tekme | Poročilo tekme | Poročilo tekme | Poročilo tekme |
| ------------------- | -------------- | -------------- | -------------- | -------------- |
| Začetek: ni podatka |                |                |                |                |

| 14. marec 1985 | Severna Koreja | 1:3 | Danska | Chamonix, Francija |

| Poročilo tekme      | Poročilo tekme | Poročilo tekme | Poročilo tekme | Poročilo tekme |
| ------------------- | -------------- | -------------- | -------------- | -------------- |
| Začetek: ni podatka |                |                |                |                |

| 15. marec 1985 | Danska | 1:0 | Španija | Chamonix, Francija |

| Poročilo tekme      | Poročilo tekme | Poročilo tekme | Poročilo tekme | Poročilo tekme |
| ------------------- | -------------- | -------------- | -------------- | -------------- |
| Začetek: ni podatka |                |                |                |                |

| 15. marec 1985 | Francija | 4:4 | Kitajska | Saint Gervais, Francija |

| Poročilo tekme      | Poročilo tekme | Poročilo tekme | Poročilo tekme | Poročilo tekme |
| ------------------- | -------------- | -------------- | -------------- | -------------- |
| Začetek: ni podatka |                |                |                |                |

| 15. marec 1985 | Bolgarija | 8:1 | Severna Koreja | Chamonix, Francija |

| Poročilo tekme      | Poročilo tekme | Poročilo tekme | Poročilo tekme | Poročilo tekme |
| ------------------- | -------------- | -------------- | -------------- | -------------- |
| Začetek: ni podatka |                |                |                |                |

| 15. marec 1985 | Jugoslavija | 5:2 | Romunija | Megève, Francija |

| Poročilo tekme      | Poročilo tekme | Poročilo tekme | Poročilo tekme | Poročilo tekme |
| ------------------- | -------------- | -------------- | -------------- | -------------- |
| Začetek: ni podatka |                |                |                |                |

| 17. marec 1985 | Francija | 12:0 | Severna Koreja | Megève, Francija |

| Poročilo tekme      | Poročilo tekme | Poročilo tekme | Poročilo tekme | Poročilo tekme |
| ------------------- | -------------- | -------------- | -------------- | -------------- |
| Začetek: ni podatka |                |                |                |                |

| 17. marec 1985 | Jugoslavija | 4:3 | Danska | Saint Gervais, Francija |

| Poročilo tekme      | Poročilo tekme | Poročilo tekme | Poročilo tekme | Poročilo tekme |
| ------------------- | -------------- | -------------- | -------------- | -------------- |
| Začetek: ni podatka |                |                |                |                |

| 17. marec 1985 | Romunija | 8:2 | Španija | Megève, Francija |

| Poročilo tekme      | Poročilo tekme | Poročilo tekme | Poročilo tekme | Poročilo tekme |
| ------------------- | -------------- | -------------- | -------------- | -------------- |
| Začetek: ni podatka |                |                |                |                |

| 17. marec 1985 | Kitajska | 10:4 | Bolgarija | Chamonix, Francija |

| Poročilo tekme      | Poročilo tekme | Poročilo tekme | Poročilo tekme | Poročilo tekme |
| ------------------- | -------------- | -------------- | -------------- | -------------- |
| Začetek: ni podatka |                |                |                |                |

| 18. marec 1985 | Severna Koreja | 5:18 | Romunija | Megève, Francija |

| Poročilo tekme      | Poročilo tekme | Poročilo tekme | Poročilo tekme | Poročilo tekme |
| ------------------- | -------------- | -------------- | -------------- | -------------- |
| Začetek: ni podatka |                |                |                |                |

| 18. marec 1985 | Francija | 2:1 | Jugoslavija | Saint Gervais, Francija |

| Poročilo tekme      | Poročilo tekme | Poročilo tekme | Poročilo tekme | Poročilo tekme |
| ------------------- | -------------- | -------------- | -------------- | -------------- |
| Začetek: ni podatka |                |                |                |                |

| 18. marec 1985 | Danska | 1:6 | Kitajska | Megève, Francija |

| Poročilo tekme      | Poročilo tekme | Poročilo tekme | Poročilo tekme | Poročilo tekme |
| ------------------- | -------------- | -------------- | -------------- | -------------- |
| Začetek: ni podatka |                |                |                |                |

| 18. marec 1985 | Španija | 3:9 | Bolgarija | Chamonix, Francija |

| Poročilo tekme      | Poročilo tekme | Poročilo tekme | Poročilo tekme | Poročilo tekme |
| ------------------- | -------------- | -------------- | -------------- | -------------- |
| Začetek: ni podatka |                |                |                |                |

| 20. marec 1985 | Bolgarija | 0:4 | Jugoslavija | Saint Gervais, Francija |

| Poročilo tekme      | Poročilo tekme | Poročilo tekme | Poročilo tekme | Poročilo tekme |
| ------------------- | -------------- | -------------- | -------------- | -------------- |
| Začetek: ni podatka |                |                |                |                |

| 20. marec 1985 | Francija | 6:2 | Danska | Megève, Francija |

| Poročilo tekme      | Poročilo tekme | Poročilo tekme | Poročilo tekme | Poročilo tekme |
| ------------------- | -------------- | -------------- | -------------- | -------------- |
| Začetek: ni podatka |                |                |                |                |

| 20. marec 1985 | Romunija | 4:6 | Kitajska | Saint Gervais, Francija |

| Poročilo tekme      | Poročilo tekme | Poročilo tekme | Poročilo tekme | Poročilo tekme |
| ------------------- | -------------- | -------------- | -------------- | -------------- |
| Začetek: ni podatka |                |                |                |                |

| 20. marec 1985 | Španija | 1:8 | Severna Koreja | Chamonix, Francija |

| Poročilo tekme      | Poročilo tekme | Poročilo tekme | Poročilo tekme | Poročilo tekme |
| ------------------- | -------------- | -------------- | -------------- | -------------- |
| Začetek: ni podatka |                |                |                |                |

| 22. marec 1985 | Severna Koreja | 1:6 | Kitajska | Saint Gervais, Francija |

| Poročilo tekme      | Poročilo tekme | Poročilo tekme | Poročilo tekme | Poročilo tekme |
| ------------------- | -------------- | -------------- | -------------- | -------------- |
| Začetek: ni podatka |                |                |                |                |

| 22. marec 1985 | Bolgarija | 2:10 | Francija | Chamonix, Francija |

| Poročilo tekme      | Poročilo tekme | Poročilo tekme | Poročilo tekme | Poročilo tekme |
| ------------------- | -------------- | -------------- | -------------- | -------------- |
| Začetek: ni podatka |                |                |                |                |

| 22. marec 1985 | Romunija | 5:0 | Danska | Saint Gervais, Francija |

| Poročilo tekme      | Poročilo tekme | Poročilo tekme | Poročilo tekme | Poročilo tekme |
| ------------------- | -------------- | -------------- | -------------- | -------------- |
| Začetek: ni podatka |                |                |                |                |

| 22. marec 1985 | Španija | 1:7 | Jugoslavija | Megève, Francija |

| Poročilo tekme      | Poročilo tekme | Poročilo tekme | Poročilo tekme | Poročilo tekme |
| ------------------- | -------------- | -------------- | -------------- | -------------- |
| Začetek: ni podatka |                |                |                |                |

| 23. marec 1985 | Francija | 8:3 | Romunija | Chamonix, Francija |

| Poročilo tekme      | Poročilo tekme | Poročilo tekme | Poročilo tekme | Poročilo tekme |
| ------------------- | -------------- | -------------- | -------------- | -------------- |
| Začetek: ni podatka |                |                |                |                |

| 23. marec 1985 | Kitajska | 10:1 | Španija | Saint Gervais, Francija |

| Poročilo tekme      | Poročilo tekme | Poročilo tekme | Poročilo tekme | Poročilo tekme |
| ------------------- | -------------- | -------------- | -------------- | -------------- |
| Začetek: ni podatka |                |                |                |                |

| 23. marec 1985 | Danska | 6:1 | Bolgarija | Chamonix, Francija |

| Poročilo tekme      | Poročilo tekme | Poročilo tekme | Poročilo tekme | Poročilo tekme |
| ------------------- | -------------- | -------------- | -------------- | -------------- |
| Začetek: ni podatka |                |                |                |                |

| 23. marec 1985 | Jugoslavija | 8:2 | Severna Koreja | Megève, Francija |

| Poročilo tekme      | Poročilo tekme | Poročilo tekme | Poročilo tekme | Poročilo tekme |
| ------------------- | -------------- | -------------- | -------------- | -------------- |
| Začetek: ni podatka |                |                |                |                |

#### Lestvica
OT-odigrane tekme, z-zmage, n-neodločeni izidi, P-porazi, DG-doseženo goli, PG-prejeti goli, GR-gol razlika, T-točke.
| #  | Reprezentanca  | OT | Z | N | P | DG | PG | GR  | T  |
| -- | -------------- | -- | - | - | - | -- | -- | --- | -- |
| 17 | Francija       | 7  | 6 | 1 | 0 | 54 | 13 | +41 | 13 |
| 18 | Jugoslavija    | 7  | 6 | 0 | 1 | 36 | 13 | +23 | 12 |
| 19 | Kitajska       | 7  | 5 | 1 | 1 | 45 | 22 | +23 | 11 |
| 20 | Romunija       | 7  | 4 | 0 | 3 | 51 | 29 | +22 | 8  |
| 21 | Danska         | 7  | 3 | 0 | 4 | 16 | 23 | - 7 | 6  |
| 22 | Bolgarija      | 7  | 2 | 0 | 5 | 27 | 45 | -18 | 4  |
| 23 | Severna Koreja | 7  | 1 | 0 | 6 | 18 | 56 | -38 | 2  |
| 24 | Španija        | 7  | 0 | 0 | 7 | 9  | 55 | -46 | 0  |

- Francoska in jugoslovanska reprezentanca sta se uvrstili v skupino B.

## Končni vrstni red
1. Češkoslovaška
2. Kanada
3. Sovjetska zveza
4. ZDA
5. Finska
6. Švedska
7. Zahodna Nemčija
8. Vzhodna Nemčija
9. Poljska
10. Švica
11. Italija
12. Avstrija
13. Japonska
14. Nizozemska
15. Norveška
16. Madžarska
17. Francija
18. Jugoslavija
19. Kitajska
20. Romunija
21. Danska
22. Bolgarija
23. Severna Koreja
24. Španija